# Radarverklikker

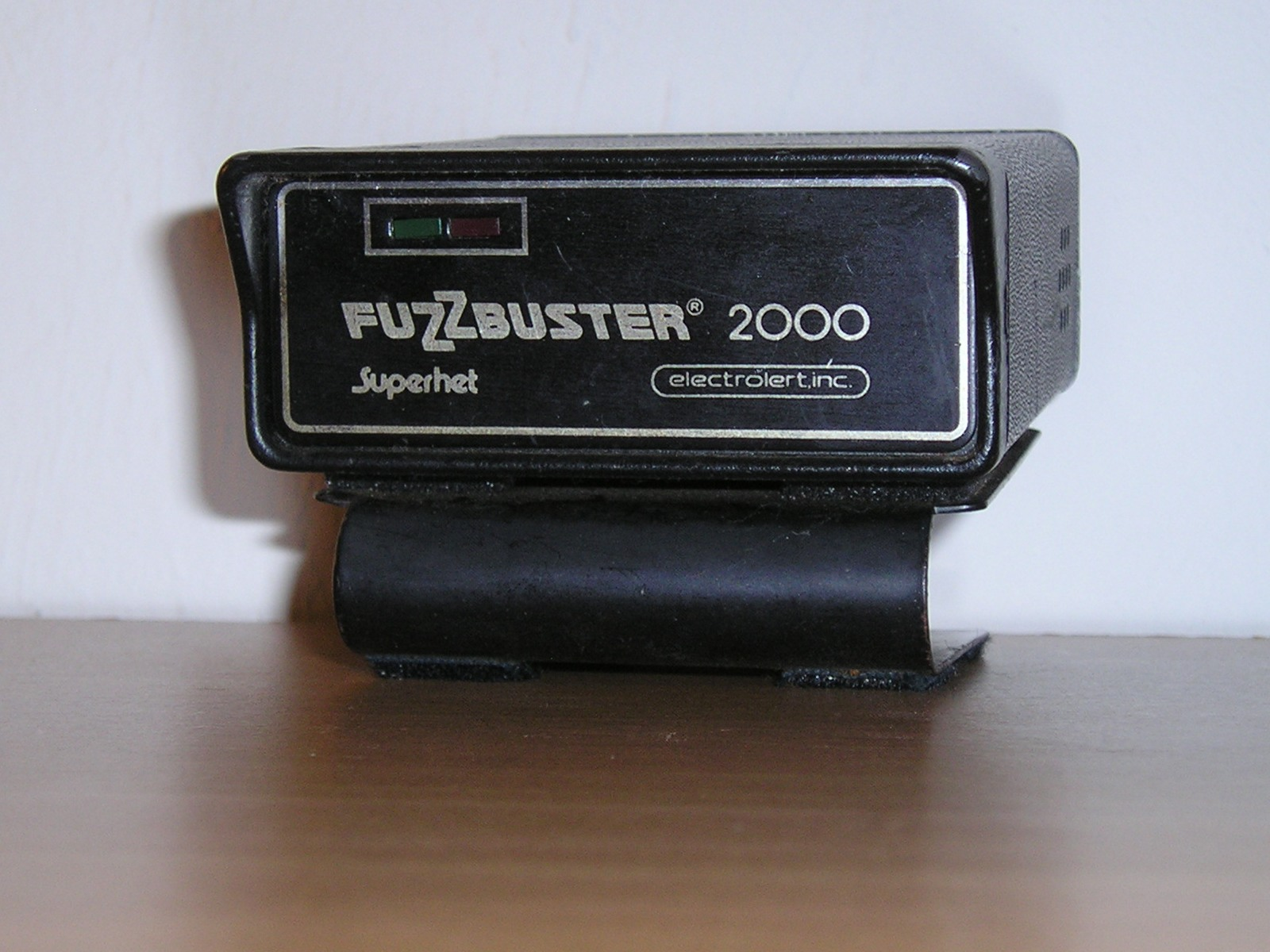
Een oude radarverklikker

Een radarverklikker is een apparaat  om radars te detecteren die door de politie worden gebruikt voor snelheidscontroles. Het principe is dat van een scanner: het apparaatje zoekt constant de radiofrequenties af die door de radar worden gebruikt om de snelheid van voertuigen te meten. Doordat in het apparaatje een led of pieper door die frequenties geschakeld wordt, weet de bestuurder dat er een snelheidsradar (met meestal een fotocamera eraan gekoppeld) in de buurt staat.

## Verboden
Vanaf 1 januari 2004 is het gebruik van radarverklikkers verboden in Nederland. In Frankrijk en Zwitserland zijn de apparaten al langer verboden.
In Nederland en België is bezit niet verboden, het gebruik in motorvoertuigen echter wel en wordt bestraft met inbeslagname van de radardetector en (anno 2015) 430 euro boete.

## Opsporing

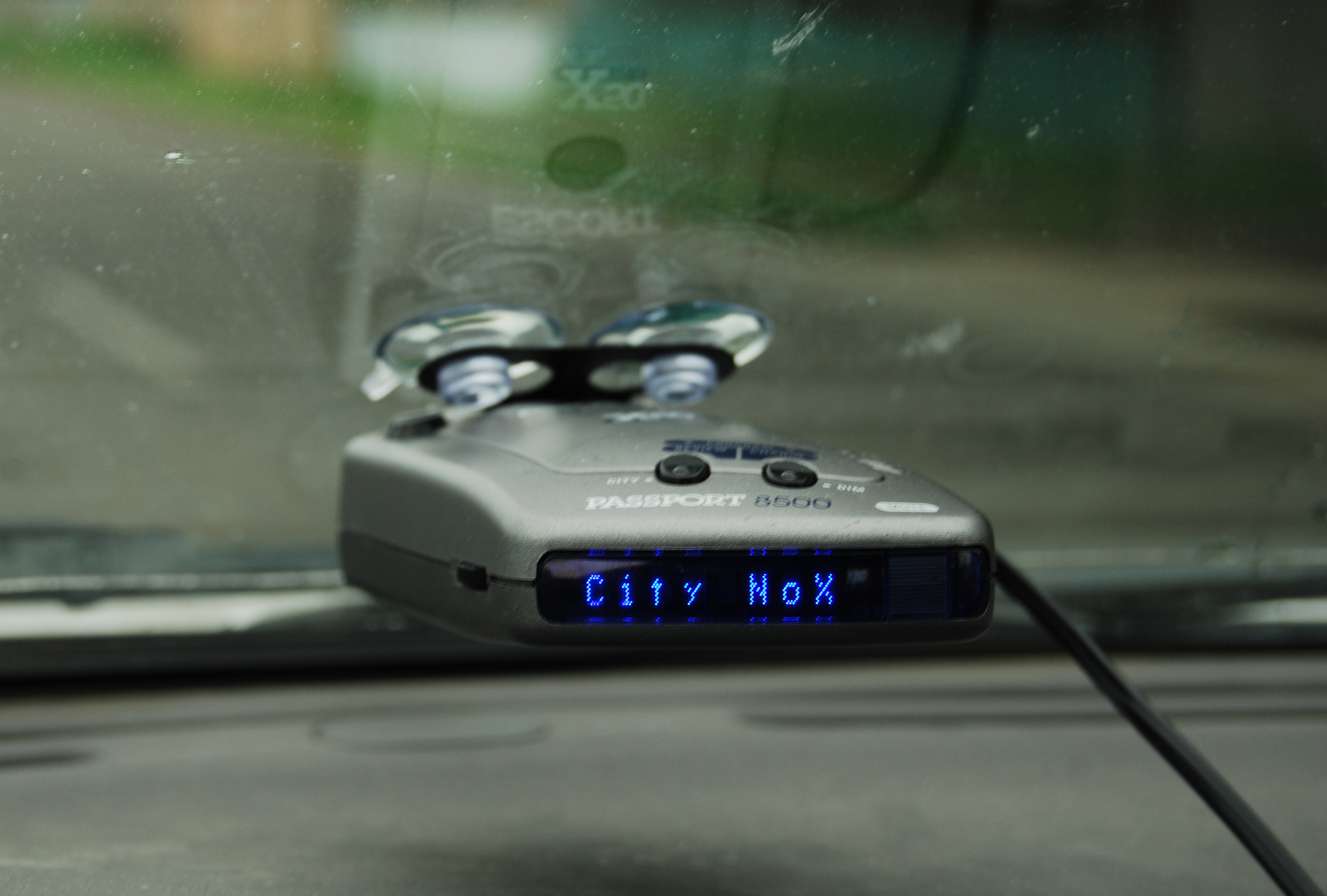
Passport x50 Radar/Laser detector. Canada.

Nederlandse politiediensten beschikken over apparatuur die op zijn beurt de radarverklikker kan detecteren. Deze radardetector-detector (RDD) detecteert radiosignalen die door de radarverklikker worden uitgestraald. Dit uitstralen doet een radarverklikker niet doelbewust, maar is een gevolg van de ontvangerkring en hoe deze is opgebouwd. Als antwoord op de radardetector-detector zijn er anti-RDD-filters ontwikkeld. Deze dualbandpassfilters maken de detector onzichtbaar voor de RDD door het leksignaal weg te filteren zonder de werking te beïnvloeden.
Het dualbandpassfilter overlapt de K- en Ka-band-radarfrequenties, deze frequenties kunnen het filter passeren, alle andere signalen worden eruit gefilterd.
Om een radarsignaal te kunnen ontvangen heeft een radardetector een tweede signaal nodig wat LO (local oscillator), wordt genoemd, door de constructie van een radardetector lekt dit signaal naar buiten en kan het eenvoudig worden ontvangen door een RDD.